# Парламентські вибори в Сан-Марино 1983
Парламентські вибори в Сан-Марино проходили 29 травня 1983 року. Християнсько-демократична партія знову стала найбільшою партією парламенту, зберігши 26 місць. Комуністична, соціалістична та об'єднана соціалістична партії, набравши в сумі 32 місця, знову сформували ліву парламентську більшість. Проте, в 1986 році ліва коаліція змінилася на коаліцію християнських демократів і комуністів. 

## Результати
| Партія                                                    | Голоси | %    | Місць | +/–  |
| --------------------------------------------------------- | ------ | ---- | ----- | ---- |
| Християнсько-демократична партія                          | 7 068  | 42,1 | 26    | 0    |
| Комуністична партія                                       | 4 096  | 24,4 | 15    | -1   |
| Соціалістична партія                                      | 2 490  | 14,8 | 9     | +1   |
| Об'єднана соціалістична партія                            | 2 333  | 13,9 | 8     | +1   |
| Соціалісти за реформу (Соціалістична демократична партія) | 487    | 2,9  | 1     | -1   |
| Демократична згода — Республіканська партія               | 328    | 2,0  | 1     | нова |
| Недійсних/порожніх бюлетенів                              | 407    | –    | –     | –    |
| Всього                                                    | 17 209 | 100  | 60    | 0    |
| Зареєстрованих виборців/ Явка                             | 21 588 | 79,7 | –     | –    |
| Джерело: Nohlen & Stöver                                  |        |      |       |      |